# Боб Беннетт
Робер Фостер «Боб» Беннетт (англ. Robert Foster «Bob» Bennett; 18 вересня 1933, Солт-Лейк-Сіті, Юта — 4 травня 2016) — американський політик. Був членом Сенату США від штату Юта з 1993 по 2011. Член Республіканської партії.
Батько Беннетта, Воллес Ф. Беннетт був також сенатором-республіканцем від штату Юта, а дід, Гебер Дж Грант, був президентом Церкви Ісуса Христа Святих останніх днів з 1918 по 1945.
У 1957 році отримав ступінь бакалавра в Університеті штату Юта. Він одружився у 1962 році, виховав шістьох дітей.